# آزمون‌های نسبیت عام
نظریهٔ نسبیت عام در آغاز معرفی‌اش در سال ۱۹۱۵، بنیان تجربی مستحکمی نداشت. مشخص شده بود که این نظریه حرکت تقدیمی حضیض خورشیدی تیر را به درستی توضیح می‌دهد و از نظر فلسفی نیز به خوبی قانون جهانی گرانش نیوتن را با نسبیت خاص یکپارچه می‌ساخت. اینکه بنا بر پیش‌بینی نسبیت عام نور در میدان‌های گرانشی خم می‌شد در سال ۱۹۱۹ کشف شده بود، اما آزمون‌های دقیق این نظریه از سال ۱۹۵۹ آغاز شد که پیش‌بینی‌های آن با دقت‌های بیشتری مورد آزمایش در محدودهٔ میدان‌های ضعیف قرارگرفت. با شروع از سال ۱۹۷۴، هالس، تیلور و دیگران تپ اخترهای دوتایی را مورد مطالعه قراردادند که امکان تجربهٔ میدان‌های گرانشی بسیار قویتر از آنچه در منظومه شمسی یافت می‌شود، را فراهم می‌ساخت. در هر دو مورد محدوده میدان‌های ضعیف (مانند آنچه در منظومهٔ شمسی یافت می‌شود.) و میدان‌های قوی‌تر تپ اخترهای دوتایی، پیش‌بینی‌های نسبیت عام به خوبی به‌طور محلی مورد آزمایش قرار گرفته‌اند.
میدان‌های گرانشی بسیار قوی که باید در نزدیکی سیاهچاله‌ها موجود باشد، مخصوصاً میدان‌های سیاهچاله‌های کلان‌جرم که گمان می‌رود منشأ انرژی هسته‌های فعال کهکشانی و اختروش‌ها باشند، از زمینه‌های بسیار فعال پژوهشی کنونی هستند. مشاهدهٔ اختروش‌ها و هسته‌های کهکشانی فعال دشوار است و تفسیر این مشاهدات به میزان زیادی وابسته به مدل‌های اخترفیزیکی به غیر از نسبیت عام یا نظریه‌های گرانش رقیب می‌باشد، اما از لحاظ کیفی کاملاً با مفهوم سیاهچاله آن‌گونه که در نسبیت عام مدل می‌شود، همخوانی دارند.

## آزمون‌های کلاسیک
آلبرت اینشتین سه آزمون برای نسبیت عام پیشنهاد نمود که به نام آزمون‌های کلاسیک نسبیت عام شناخته می‌شوند و نتایج تحقیقات اروین شاپیرو در سال ۱۹۶۴ نیز به عنوان چهارمین آزمون نسبیت عام لقب گرفت:
1. حرکت تقدیمی حضیض خورشیدی مدار سیاره تیر
2. خمیده شدن نور توسط خورشید
3. انتقال به سرخ گرانشی نور
4. تاخیر زمانی شپیرو

### حرکت تقدیمی حضیض خورشیدی عطارد

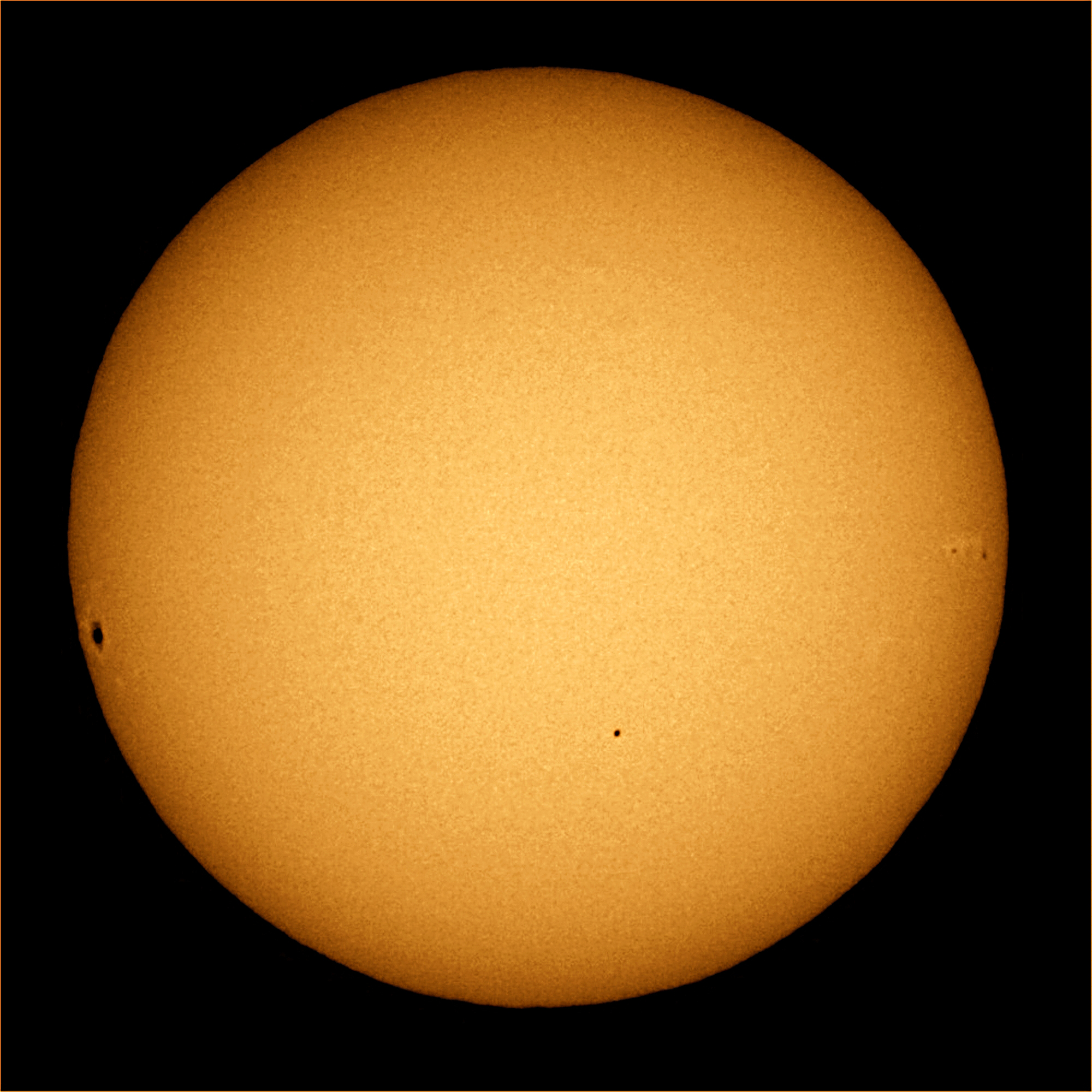
انتقال تیر در ۸ نوامبر ۲۰۰۶ با لکه‌های خورشیدی ۹۲۱٬۹۲۲ و ۹۲۳

در فیزیک نیوتنی یک سامانه دوجسمی متشکل از یک جسم منزوی که به دور یک جسم کروی می‌گردد، یک بیضی تشکیل می‌دهند که جسم کروی در یک کانون آن قرار دارد. نقطهٔ حضیض (نقطه‌ای که در آن دو جسم نزدیکترین فاصله را پیدا می‌کنند) ثابت است. عواملی در منظومهٔ شمسی هست که باعث حرکت تقدیمی (چرخشی) نقطهٔ حضیض سیارات به دور خورشید می‌شوند. این علت اصلی حضور سیارات دیگر است که مدار یکدیگر را مغتشش می‌کنند. عامل دیگر که اثر آن جزئی‌تر است، پهن‌شدگی خورشید در قطبین است.
در مورد سیارهٔ تیر، انحرافاتی از حرکت تقدیمی پیش‌بینی شده توسط این آثار نیوتنی مشاهده شده‌است. این نرخ غیرطبیعی حرکت تقدیمی حضیض خورشیدی مدار تیر نخستین بار در سال ۱۸۵۹ به عنوان یک مسئله در مکانیک اجرام آسمانی توسط اوربن لاوریه شناسایی شد. تحلیل دوبارهٔ مشاهدات زماندار انتقال‌های تیر روی قرص خورشید از سال ۱۶۹۷ تا ۱۸۴۸ نشان می‌داد که نرخ واقعی حرکت تقدیمی با مقدار محاسبه شده توسط نظریه نیوتن، به اندازه "۳۸ (ثانیه قوسی) در هر قرن استوایی تفاوت دارد (بعدها در برآورد مجدد این مقدار به "۴۳ رسید).
تعدادی راه‌حل اد هاک و سرانجام ناموفق برای این مسئله پیشنهاد شد، اما این راه‌حل‌ها خود مسائل بیشتری را ایجاد می‌نمودند. در نسبیت عام، این حرکت تقدیمی اضافی، یا تغییر جهت‌گیری بیضی مداری در درون صفحه مداری اش، با دخالت گرانش از طریق خمش فضازمان توضیح داده می‌شود. انشتین نشان داد که نسبیت عام با میزان انتقال حضیض خورشیدی کاملاً در توافق است. این عامل قدرتمندی در پذیرش نسبیت بود.
هرچند که اندازه‌گیری‌های قدیمی‌تر مدارهای سیاره‌ای با استفاده از تلسکوپ‌های سنتی انجام می‌شد، امروزه با استفاده از رادار اندازه‌گیری‌های دقیقتری انجام می‌گیرند. مقدار کل حرکت تقدیمی مشاهده شده تیر ۰٫۶۵±۵۷۴٫۱۰ ثانیه قوسی در هر قرن نسبت به چارچوب لخت آسمانی بین‌المللی (ICFR) است.
این میزان حرکت تقدیمی ناشی از عوامل زیر است:
| مقدار (ثانیه قوسی/قرن ژولینی) | علت                       |
| ----------------------------- | ------------------------- |
| ۵۳۱٫۶۳ ±۰٫۶۹                  | کشش‌های گرانشی سایر سیارات |
| ۰٫۰۲۵۴                        | پهن شدگی خورشید در قطبین  |
| ۴۲٫۹۸ ±۰٫۰۴                   | نسبیت عام                 |
| ۵۷۴٫۶۴±۰٫۶۹                   | میزان کل                  |
| ۵۷۴٫۱۰±۰٫۶۵                   | میزان مشاهده شده          |

بدین ترتیب نسبیت عام به خوبی این پدیده را توضیح می‌دهد. محاسبات جدیدتر بر مبنای اندازه‌گیری‌های دقیق‌تر نیز این شرایط را تغییر نداده‌اند.
سیارات دیگر نیز دچار انتقال حضیض خورشیدی می‌شوند، اما از آنجایی‌که فاصلهٔ آن‌ها از خورشید بیشتر است و دوره‌های تناوب طولانی‌تر دارند، میزان انتقال در آن‌ها کمتر است و تا مدت‌ها پس از کشف مربوط انتقال تیر، قابل مشاهدهٔ دقیق نبودند. برای نمونه انتقال حضیض خورشیدی زمین بنا بر نسبیت عام "۳٫۸۴ در قرن و برای سیارهٔ زهره "۸٫۶۲ در قرن می‌باشد. هر دو مقدار با نتایج مشاهدات همخوانی دارند.
انتقال حضیض تپ اخترهای دوتایی نیز اندازه‌گیری شده‌است که برای پی‌اس‌آر بی۱۹۱۳+۱۶ در حدود ۴٫۲º در سال است.
این مشاهدات نیز با نسبیت عام سازگار است.
همچنین می‌توان انتقال حضیض را در منظومه‌های ستاره‌های دوتایی که شامل ستاره‌های فراچگال نیستند، اندازه گرفت، اما مدل کردن آثار کلاسیک آن دشوارتر است. مثلاً زاویه چرخش ستاره‌ها نسبت به صفحهٔ مداریشان باید معلوم باشد که اندازه‌گیری مستقیم آن بسیار دشوار است.